# Drilonereis debilis
Drilonereis debilis är en ringmaskart som först beskrevs av Ehlers 1887.  Drilonereis debilis ingår i släktet Drilonereis och familjen Oenonidae.
Artens utbredningsområde är Mexikanska golfen. Inga underarter finns listade i Catalogue of Life.